# Oliver/Dawson Saxon
Oliver/Dawson Saxon es una banda británica de heavy metal fundada en 1995 por los exmúsicos de Saxon, Graham Oliver y Steve Dawson inicialmente bajo el nombre de Son of a Bitch. En 1997 ambos músicos inscribieron el nombre de Saxon como marca registrada en el Reino Unido, que les trajo problemas legales con Biff Byford, que tras una resolución de la Corte Británica obligó a Oliver y Dawson a devolver los derechos a Byfford. Desde ese entonces que la banda posee su nombre actual.

## Biografía

### Inicios como Son of a Bitch
A principios de 1995 el guitarrista Graham Oliver y el bajista Steve Dawson, miembros fundadores de Saxon, se reunieron para crear una nueva versión de Son of a Bitch (antiguo nombre de Saxon). Para completar la formación convocaron a su excompañero en Saxon, Pete Gill en la batería, al exguitarrista de Shy, Haydn Conway y al excantante de Thunderhead, Ted Bullet. En 1996 firmaron con Hengest Records e hicieron su debut con el álbum Victim of You, el que fue promocionado con las giras Saxon-Son of a Bitch Tour y Saxon-the early years.

### La disputa por los derechos de Saxon
A mediados de 1997, Oliver y Dawson inscribieron el nombre de Saxon como marca registrada en el Reino Unido, que causó la molestia de Biff Byford, ya que todas las mercancías y productos bajo la marca Saxon quedaba restringido tanto para él como para Paul Quinn. Tras esto Byfford entabló una demanda para invalidar dicha inscripción ya que según él, no cumplía con algunas de las cláusulas.
Tras algunos años de disputa, la Alta Corte Británica anuló la inscripción ya que Byfford y Quinn como miembros recurrentes de la banda, tenían más derechos que los demandados por ende tanto el logo, el águila y el nombre en sí quedaban en sus manos. Sin embargo como Dawson y Oliver eran también fundadores de la banda, le concedieron una cláusula con el que podían utilizar el nombre Saxon siempre y cuando agregaran algo a la marca. Desde entonces la banda pasó a llamarse Oliver/Dawson Saxon.

### Cambio de nombre y el presente
En 1999 la banda continuó presentándose en Europa, pero esta vez con los músicos Kev Moore y Nigel Durham en reemplazo de Ted Bullet y Pete Gill respectivamente. Sin embargo y a los pocos meses después Moore fue sustituido por John Ward y lanzaron al mercado su primer trabajo como Oliver/Dawson Saxon, el álbum en vivo Re://Loaded. En 2002 publicaron su primer DVD, Rock Has Landed - It's Alive que al año siguiente se lanzó en formato disco compacto titulado simplemente como It's Alive. En ese mismo año participaron del disco recopilatorio The Second Wave: 25 Years of NWOBHM, donde compartieron con Girlschool y Tygers of Pan Tang, en donde cada una de las bandas grabó cinco canciones.
Tras diez años en la agrupación, Durham fue reemplazado por Paul Oliver y en 2011 John Ward renunció, cuyo reemplazante fue el exvocalista de Seventh Son, Bri Shaughnessy. En febrero de 2012 lanzaron su primer álbum de estudio desde 1996, Motorbiker que fue promocionado hasta mediados de 2013 por varios países europeos. De dicha gira se grabó en Alemania el tercer disco en directo, Blood and Thunder - Live que puso a la venta en agosto de 2014.

## Discografía
| - 1996: Victim of You (como Son of a Bitch) - 2012: Motorbiker - 2000: Re://Landed (enlace roto disponible en Internet Archive; véase el historial, la primera versión y la última). - 2003: It's Alive - 2014: Blood and Thunder - Live | - 2003: The Second Wave: 25 Years of NWOBHM - 2002: Rock Has Landed - It's Alive |

## Miembros
- Bri Shaughnessy: voz (2011 - presente)
- Graham Oliver: guitarra eléctrica (1995 - presente)
- Steve Dawson: bajo (1995 - presente)
- Haydn Conway: guitarra eléctrica (1995 - presente)
- Paul Oliver: batería (2010 - presente)

Antiguos miembros
- Ted Bullet: voz (1995 - 1999)
- Kev Moore: voz (1999)
- John Ward: voz (2000 - 2011)
- Pete Gill: batería (1995 - 1999)
- Nigel Durham: batería (1999 - 2010)